# Nella mente del serial killer
Nella mente del serial killer (Mindhunters) è un film del 2004 diretto da Renny Harlin, interpretato da Christian Slater e Val Kilmer.

## Trama
I Mindhunters sono un gruppo di giovani profiler dell'FBI capitanato da J.D. Reston e composto da l’esperto in riparazioni Robert "Bobby" Whitman, l’ex-poliziotto paralitico Vince Sherman (che dal giorno del suo incidente gira sempre armato), l’amante di J.D., Nicole Willis, l’insicura Sara Moore (che da quando ha assistito allo stupro e annegamento della sorella è terrorizzata dall'acqua), l’investigatore nord-irlandese Rafe Perry e lo spasimante segreto di Sara, Lucas Harper (che, a soli dieci anni, ha assistito impotente all'assassinio dei genitori). Per l’esame finale, l’istruttore Jake Harris manda il gruppo su un'isola disabitata al largo della Carolina del Nord che viene usata dalla Marina statunitense come base d'addestramento, piena di manichini-bersaglio, veicoli su rotaie meccaniche ed edifici abbandonati; il loro compito sarà rintracciare un serial killer noto come Il Burattinaio e, visto che Harris non sarà presente all’esame, gli viene assegnato l’osservatore esterno Gabe Jensen. 
La squadra inizia l’esame compiendo una prima indagine in una tavola calda, dove J.D. muore  investito da un getto di azoto liquido innescato da un meccanismo; convinti che non sia né accidentale, né tantomeno parte della simulazione, gli altri si dirigono verso il molo per abbandonare l'isola, ma una bomba a orologeria fa esplodere la barca. Rientrati alla base, gli agenti trovano un indizio lasciato dal killer di J.D. e capiscono che il suo obiettivo è uccidere ognuno di loro in base all'ora indicata dai numerosi orologi rotti presenti sul posto e che dev’essere uno di loro.
Dato che Lucas ha trovato mappe e documenti dell'isola nella stanza di Gabe, i sospetti cadono su quest’ultimo che rivela di essere un investigatore assunto dall’FBI per indagare sull’operato di Harris; inoltre, mentre tutto il team è svenuto a causa del sonnifero nel loro caffè, qualcuno decapita e dissangua Rafe. Così, il team decide di ammanettare Gabe al suo letto. Poi però Gabe salva Vince dalla folgorazione e Bobby viene ucciso da un’altra trappola; a quel punto si capisce non solo che non è Gabe il killer ma che il vero assassino ha selezionato le trappole in base ai punti di forza e alle debolezze di ognuno di loro (J.D. andava sempre in avanscoperta, Rafe era un caffeinomane). 
In seguito, analizzando il sangue rinvenuto sotto l'unghia di Rafe, si scopre che coincide col gruppo sanguigno di Sara, che però afferma di essere stata incastrata. Nicole decide di allontanarsi dal gruppo, ma viene uccisa: infatti la sigaretta che stava fumando era intrisa di acido. A questo punto, gli amplificatori sull'isola iniziano a trasmettere un messaggio di scherno da parte di Harris, rivelando la sua presenza sull'isola; convinti che sia lui l'omicida, Sara, Gabe e Lucas vanno a cercarlo mentre Vince si rinchiude nel laboratorio. I tre trovano Harris morto, appeso con dei fili al soffitto come una marionetta, e si accusano a vicenda; dopo aver innescato un'altra trappola, Lucas muore nella conseguente sparatoria. In seguito, Sara trova il corpo di Vince, ucciso dall’esplosione della sua stessa pistola che era stata manomessa; lei e Gabe, entrambi convinti che l'altro sia il serial killer, ingaggiano una violenta lotta. Gabe riesce ad atterrarla ma, in quel momento sopraggiunge Lucas, che distrae Gabe mentre Sara lo colpisce con un estintore. 
Lucas spiega di essersi salvato grazie al giubbotto antiproiettile e di aver finto di esser morto per capire chi è il killer; Sara invece gli svela di aver trovato un modo di incastrare l'assassino: poiché la debolezza del killer è il tempo, ha messo indietro di 15 minuti un orologio cospargendolo poi di polvere fosforescente; in effetti l’orologio segna ora l’ora giusta quindi l'assassino non ha resistito a sistemarlo e ora si ritrova con le dita luminose. Però, Sara trova le tracce di polvere non sulle mani di Gabe, bensì di Lucas. Così, lui confessa non solo di aver pianificato l’omicidio di capo e colleghi, che riteneva " prede degne di lui", ma di aver anche ucciso lui i suoi genitori da piccolo. Lucas tenta di affogare Sara che però si libera; Lucas le ricorda che tutte le prove, dal sangue sotto l'unghia di Rafe alle impronte sull'estintore, conducono a lei e quindi lei verrà accusata degli omicidi. Ma interviene Gabe, che era solo svenuto, dando modo a Sara di sparare in fronte a Lucas.
Il giorno dopo, Sara e Gabe vengono prelevati dall'elicottero dell’FBI e tornano finalmente a casa.

## Produzione
Il film, ambientato negli Stati Uniti, è stato in realtà girato nei Paesi Bassi nel 2002, uscendo nelle sale americane solo nel 2004 e in quelle italiane nel 2005.
La storia è  ispirata al thriller di Agatha Christie del 1939 Dieci piccoli indiani.